# Atraphaxis laetevirens
Atraphaxis laetevirens là một loài thực vật có hoa trong họ Rau răm. Loài này được (Ledeb.) Jaub. & Spach mô tả khoa học đầu tiên năm 1844.